# Шинін Олександр Євгенович
Олександр Євгенович Шинін (рос. Александр Евгеньевич Шинин; 7 січня 1984, м. Челябінськ, СРСР) — російський хокеїст, захисник. Виступає за «Трактор» (Челябінськ) у Континентальній хокейній лізі.
Вихованець хокейної школи «Трактор» (Челябінськ). Виступав за «Трактор» (Челябінськ), «Мечел» (Челябінськ), «Сєвєрсталь» (Череповець).
У складі юніорської збірної Росії учасник чемпіонату світу 2002.